# François Joseph Lefebvre
François Joseph Lefebvre (/ˈlˌfɛvrə/; 25 tháng 10 năm 1755 – 14 tháng 9 năm 1820), Công tước xứ Dantzig, là một chỉ huy người Pháp Chiến tranh Cách mạng Pháp và Chiến tranh Napoleon và là một trong 18 thống chế đầu tiên của Napoleon.
Lefebvre đến từ Rouffach, Alsace, con trai của một Khinh Kỵ bình. Ông gia nhập quân đội Pháp năm 17 tuổi và giống như bạn mình, Michel Ordener, ông ủng hộ Cách mạng Pháp. Năm 1783, ông cưới Cathérine Hübscher và có tới 14 người con, và không có người nào thọ hơn ông (người con trai cuối hy sinh năm 1812).

## Chiến tranh Cách mạng
Năm 1789, ông là trung sĩ trong đội cận vệ Giống như các trung đoàn khác, ông gia nhập cuộc cách mạng. ĐƯợc thăng hàm Chuẩn tướng năm 1793, ông tham gia trận đánh Fleurus (24 tháng 6 năm 1794). Sau cái chết của tướng Louis Lazare Hoche, ông chỉ huy Tập đoàn quân Sambre-et-Meuse (tháng 9 năm 1797). Sau đó, ông chỉ huy đội hậu vệ của Tập đoàn quân Danube dưới quyền tướng Jourdan vào tháng 3 năm 1799. Trong thời gian này, ông mắc bệnh và bị thay thế bởi tướng Vandamme. Tháng 11 năm 1799, Lefebvre chỉ huy quân đội Paris và đồng ý trợ giúp Napoleon tiến hành cuộc đảo chính tháng Sương mù. Năm 1800, Napoleon phê chuẩn ông làm Thượng nghị sĩ.

## Chiến tranh Napoleon
Napoleon phong ông hàm Thống chế năm 1804. Lefebvre chỉ huy sư đoàn Cựu Cận vệ trong chiến dịch Đức năm 1805. Trong Trận Jena-Auerstedt, vào 14 tháng 10 năm 1806, Lefebvre chỉ huy bộ binh của Đội Cận vệ. He besieged và đánh chiếm Danzig trong trận 1807, khiến ông được hưởng danh hiệu Công tước xứ Danzig.
Năm 1808 Lefebvre tham gia Chiến tranh Bán đảo. Năm 1809 ông chỉ huy quân Bavaria trong trận Eckmühl và trận Wagram. Bị đánh bại bởi nhà yêu nước Andreas Hofer trong cùng năm, ông bị thay thế. Ông chỉ huy đội Cựu Cận vệ trong Chiến dịch Pháp xâm lược Nga, Trận Borodino (1812), và tại Đức (1813) cũng như trong chiến dịch Pháp (1814).
Ông ủng hộ việc Hoàng đế thoái vị tại Thượng viện Pháp và trong thời kì Vương triều Bourbon phục hưng ông được bầu vào thượng viện Pháp bởi Louis XVIII (4 tháng 6 năm 1814), nhưng lại hợp tác với Napoleon trong Thời kì 100 ngày.

## Sau chiến tranh
Ông bị bãi nhiệm khỏỉ Thượng viện Pháp trong thời kì Phục hưng thứ hai. Tuy nhiên, ông vẫn được giữ danh hiệu thống chế. Louis XVIII lại bầu ông vào thượng viện 5 tháng 3 năm 1819. Ông mất năm 1820 và được chôn cất gần André Masséna tại nghĩa trang Père-Lachaise, Paris.